# Вилхелм I (Хесен)
Вилхелм I „Стария“ (на немски: Wilhelm I von Hessen, „der Ältere“, * 4 юли 1466, † 8 февруари 1515) е ландграф на Долен Хесен от 1471 до 1493 г.
Той е най-големият син на ландграф Лудвиг II от Долен Хесен († 1471) и Мехтхилд (1436 – 1495), дъщеря на граф Лудвиг I от Вюртемберг (1412 – 1450).
Вилхелм се интересува под влиянието на майка му от рано за религия. След смъртта на неговия чичо и опекун Хайнрих III от Горен Хесен през 1483 г., Вилхелм поема сам управлението. През 1488 г. той се жени за Анна фон Брауншвайг-Волфенбютел (1460 – 1520), дъщеря на херцог Вилхелм II от Брауншвайг-Каленберг-Гьотинген, с която има пет дъщери.
След поклонение през 1491 – 1492 г. в Палестина, Вилхелм се разболява (вероятно от сифилис) и заради умственосто му заболяване, на 3 юни 1493 г. той предава управлението на по-малкия му брат ландграф Вилхелм II „Средния“.
Той се оттегля в дворец Шпангенберг, където умира през 1515 г.

## Деца
- Матилде (1489 – 1493)
- Мехтхилд (1490 – 1558), 1500 – 1526 монахиня в манастир Вайсенщайн при Касел, омъжена 1527 за граф Конрад фон Текленбург
- Анна (1491 – 1513), монахиня в манастир Ахнаберг при Касел
- Катарина (1495 – 1525), омъжена 1511 за граф Адам фон Байхлинген
- Елизабет (1503 – 1563), омъжена I. 1525 за пфалцграф Лудвиг II фон Цвайбрюкен и Велденц, II. 1541 за пфалцграф Георг фон Зимерн